# Astragalus bungeanus
Astragalus bungeanus är en ärtväxtart som beskrevs av Pierre Edmond Boissier. Astragalus bungeanus ingår i släktet vedlar, och familjen ärtväxter. Inga underarter finns listade i Catalogue of Life.